# Sophie Auster
Pour les articles homonymes, voir Auster.
Sophie Auster, née le 6 juillet 1987 dans le quartier de Brooklyn (New York), est une chanteuse américaine. Ses parents, Paul Auster et Siri Hustvedt, sont des écrivains renommés.

## Musique
En 2006, elle sort son premier album, en collaboration avec le groupe One Ring Zero (en), Sophie Auster chez Naïve, un ensemble de onze ballades dont quelques textes ont été écrits par Sophie et son père Paul Auster. L’écrivain est également l’auteur des adaptations des poèmes de Robert Desnos, Tristan Tzara, Paul Éluard ou Philippe Soupault. Le Pont Mirabeau de Guillaume Apollinaire y est chanté en français.
Le 13 novembre 2012, Sophie Auster présente un deuxième album, auto-produit, de six titres intitulé Red Weather (Lost Colony Music). Puis, en juin 2015, elle sort un album complet, Dogs and Men via Sony Red.

## Cinéma
Après une apparition dans Lulu on the Bridge en 1998, Sophie Auster joue dans La Vie intérieure de Martin Frost (2007), réalisé par son père, Paul Auster.
En 2010, elle interprète l'un des rôles principaux du film Circuit de l'Espagnol Xavier Ribera puis en 2011 dans Stealing Summers de David Martin-Porras.
En 2012, Sophie Auster fait une brève apparition dans "Nous York" d'Hervé Mimran et Géraldine Nakache.